# Ateuchus laevicolle
Ateuchus laevicolle är en skalbaggsart som beskrevs av Edgar von Harold 1868. Ateuchus laevicolle ingår i släktet Ateuchus och familjen bladhorningar. Inga underarter finns listade.